# Ginger Gonzaga
Ginger Gonzaga, née le 17 mai 1983, est une comédienne et actrice américaine. Depuis qu'elle est devenue célèbre en animant l'émission quotidienne de culture pop The Morning After (2011-2012) sur Hulu, elle a de nombreux rôles d'invitée et récurrents à la télévision et fait partie du casting principal de séries telles que Mixology, Wrecked et She-Hulk : Avocate. Elle est co-leader de la série True Lies de 2023, incarnant Helen Tasker.

## Jeunesse
Gonzaga grandit à Modesto, en Californie, où elle fréquente le lycée Beyer,. Sa mère est néerlandaise et son père philippin. Elle étudie à l'université de Californie à Berkeley et à l'université de Californie à Santa Barbara, où elle se spécialise en sciences politiques. Gonzaga obtient son diplôme un an plus tôt pour s'entraîner à The Groundlings, et continue à étudier l'improvisation à Second City et à Upright Citizens Brigade.

## Carrière
Gonzaga anime l'émission quotidienne de récapitulation de la culture pop comique de Hulu, The Morning After. Elle est également une invitée régulière de l'émission Mixology d'ABC, qui dure treize épisodes. Elle apparaît aussi dans de nombreuses autres émissions de télévision, notamment Togetherness, I'm Dying Up Here, Wrecked, Kidding et Room 104,.
En 2019, elle a un rôle dans la série Living with Yourself de Paul Rudd. Elle incarne « la jeune députée en colère » Anabela Ysidro-Campos, également connue simplement sous le nom d'AYC, un personnage basé sur la députée Alexandria Ocasio-Cortez, dans la comédie spatiale satirique Space Force de 2020. En janvier 2021, elle est choisie pour la série en streaming de Disney+ She-Hulk : Avocate pour Marvel Studios, jouant le rôle de la meilleure amie de Jennifer Walters, Nikki,.
Gonzaga incarne Helen Tasker dans l'adaptation en série de 2023 du film True Lies de 1994.

## Vie personnelle
Gonzaga est en couple avec l'acteur Jim Carrey de 2018 à 2019. Elle est bisexuelle.

## Filmographie sélective

### Film
| Year | Title                              | Role    | Notes |
| ---- | ---------------------------------- | ------- | ----- |
| 2012 | Ted                                | Gina    |       |
| 2014 | Someone Marry Barry (en)           | Juanita |       |
| 2016 | Punching Henry (en)                | Erica   |       |
| 2016 | Dean                               | Jill    |       |
| 2017 | Literally, Right Before Aaron (en) | Helen   |       |
| 2020 | Bad Therapy                        | Miranda |       |

### Télévision
| Year    | Title                            | Role                        | Notes                                             |
| ------- | -------------------------------- | --------------------------- | ------------------------------------------------- |
| 2009–11 | In Gayle We Trust                | Kim Kaminski                | 9 épisodes                                        |
| 2011–12 | The Morning After                | Elle-même (co-host)         |                                                   |
| 2012–20 | Les Griffin                      | Plusieurs voix              | 4 épisodes                                        |
| 2013–14 | Legit                            | Peggy                       | rôle récurrent                                    |
| 2014    | Mixology                         | Maya                        | rôle principal                                    |
| 2014    | Anger Management                 | Vanessa / Maureen           | 3 épisodes                                        |
| 2016    | Togetherness                     | Christy                     | rôle récurrent (saison 2)                         |
| 2016    | Angel from Hell                  | Kelly                       | 4 épisodes                                        |
| 2016–17 | Wrecked : Les Rescapés           | Emma                        | rôle principal (saison 1) ; invitée (saisons 2–3) |
| 2016–19 | Les Pires Profs                  | Gloria Guzman               | 3 épisodes                                        |
| 2017    | Chance                           | Lorena                      | rôle récurrent (saison 2)                         |
| 2017–18 | I'm Dying Up Here                | Maggie                      | rôle récurrent                                    |
| 2017–22 | Robot Chicken                    | Plusieurs voix              | 3 épisodes                                        |
| 2018    | Champions                        | Dana                        | 9 épisodes                                        |
| 2018    | Alone Together                   | Alia                        | 3 épisodes                                        |
| 2018    | Kidding                          | Vivian                      | 5 épisodes                                        |
| 2018    | Room 104                         | Vicki                       | 1 épisode                                         |
| 2019    | Grace et Frankie                 | Erin                        | 2 épisodes                                        |
| 2019    | Bajillion Dollar Propertie$ (en) | Julianka                    | 2 épisodes                                        |
| 2020    | Space Force                      | Anabela Ysidro-Campos (AYC) | 2 épisodes                                        |
| 2022    | Kenan                            | Carrie                      | 2 épisodes                                        |
| 2022    | Tuca & Bertie                    | (voice)                     | 2 épisodes                                        |
| 2022    | She-Hulk : Avocate               | Nikki Ramos                 | rôle principal                                    |
| 2023    | True Lies                        | Helen Tasker                | rôle principal                                    |